# Miña terra galega
Pistes de 'Menos mal que nos queda Portugal'
'Menea el bullarengue' 'Keke Rosberg'

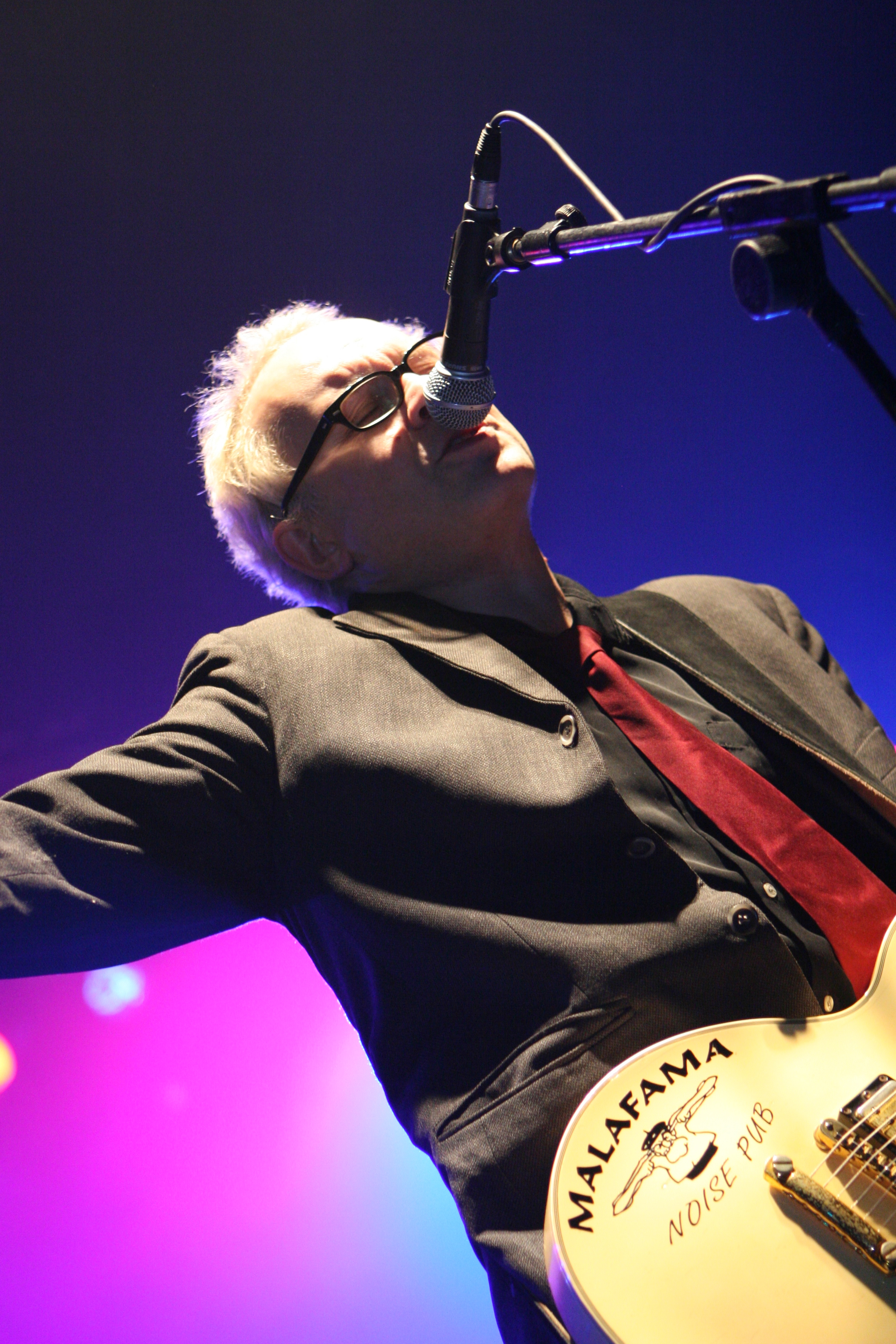
Julián Hernández, auteur des paroles de Miña terra galega, en concert à Barcelone en 2008.

Miña terra galega (Mon pays galicien) est une chanson du groupe Siniestro Total, enregistrée et publiée en 1984. Le titre est en galicien et le texte en castillan. C'est une version reprise de la chanson Sweet Home Alabama du groupe Lynyrd Skynyrd, l'un des groupes favoris des musiciens de Siniestro Total. Le texte a été écrit par Julián Hernández, alors qu'il était le batteur du groupe. Comme le reste de l'album Menos mal que nos queda Portugal c'est une production de Paco Trinidad enregistré aux studios Trak de Madrid en septembre 1984. Les arrangements sont de Hernandez lui-même, de  Miguel Costas (guitare et chant) et Alberto Torrado (basse), autres membres du groupe. «Miña terra galega» est une des chansons  des plus connues du groupe et, selon Julián Hernández, l'une de leurs chansons de plus grande influence, souvent ressentie comme un hymne.

## Les paroles

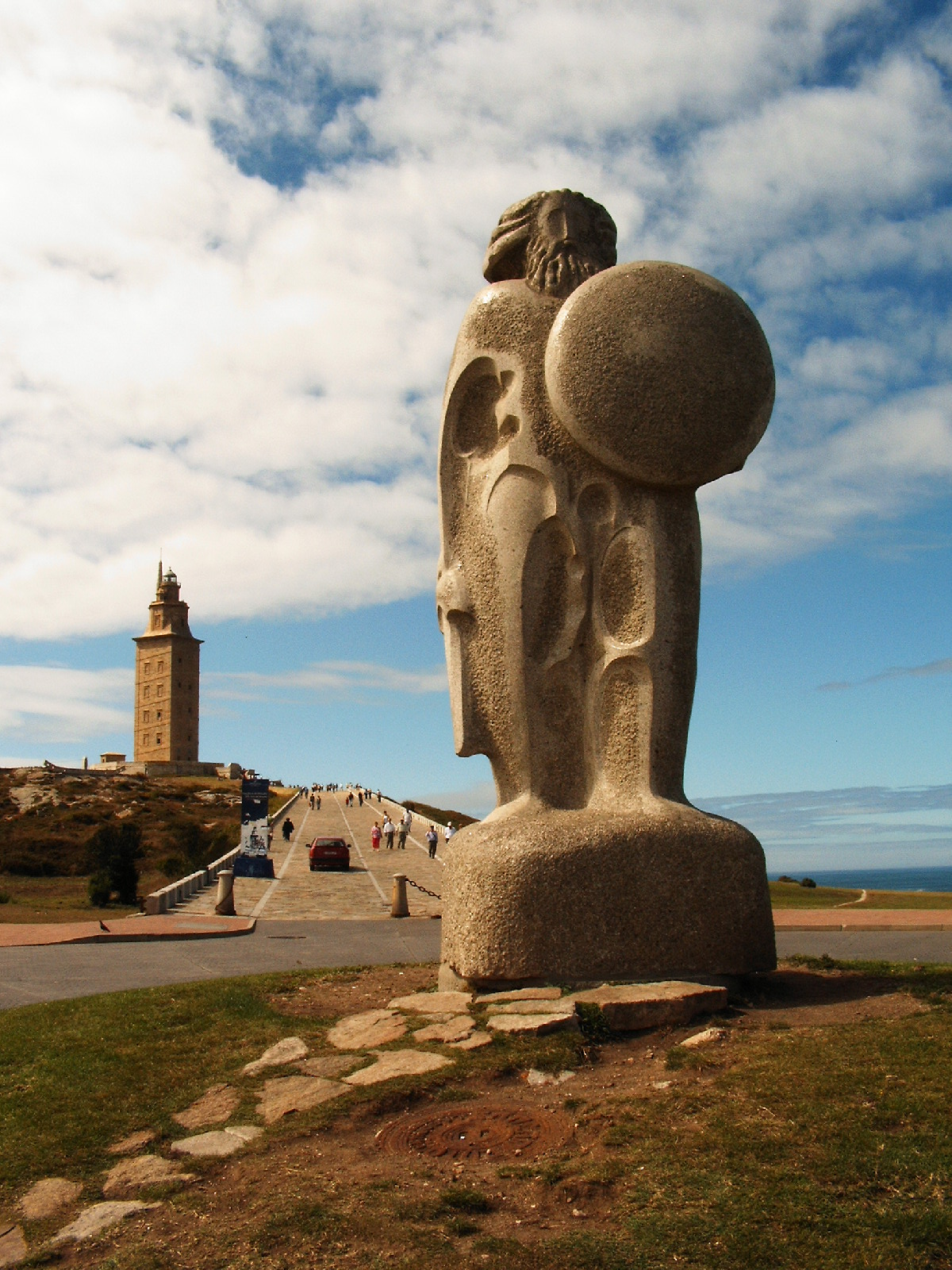
Statue de Bréogan, roi mythique de Galice et au fond la Tour d'Hercule à La Corogne (Galice).

Les paroles de la chanson ont été écrites par Julián Hernández, à l'époque il était le batteur du groupe. L'auteur en a raconté la genèse. 
Au cours d'une fête de la Escuela de Caminos de Madrid (école d'ingénieurs de l'Université polytechnique de Madrid), Pepe Fuentes, ami de Hernandez à ce moment-là, et par la suite organisateur de tournées et collaborateur de la production du groupe, en écoutant Lynyrd Skynyrd, a pris conscience que l'accentuation et le nombre de syllabes de «Sweet Home Alabama» sont identiques à l'expression «Miña terra galega». Cette constatation a motivé Hernández à écrire une chanson pour jouer dans un concert programmé quelques semaines plus tard au Rock Ola de Madrid, avec l'intention de « déranger ces modernes qui haïssent ce genre de rock américain des années soixante ». Quelques jours après, dans le hall de l'hôtel Riazor à La Corogne, il a écrit, en à peine un quart d'heure, les paroles de la chanson sur une serviette en papier.
La seule similitude explicite entre les paroles de Miña terre galega et  Sweet Home Alabama est dans le refrain. En Alabama où le « ciel est toujours bleu » (« where the sky is always blue ») devient en Galice « où le ciel est toujours gris » (donde el cielo es siempre gris).

## Thème et composition
Le journaliste et animateur-radio Jesús Ordovás, auteur de l'ouvrage Siniestro Total. Apocalipsis con grelos (Siniestro Total. Apocalypse avec grelos — titre en forme de recette de cuisine), décrit cette chanson en ces termes « el canto a Galicia más bello desde el Álbum Nós de Castelao » (« le plus beau chant à la Galice depuis Álbum Nós »). Álbum Nós est une collection de dessins publiés entre 1916 et 1918 de Alfonso  Castelao, homme politique, caricaturiste et écrivain qui symbolise l'identité galicienne. La chanson est parfois évoquée comme l'hymne non officiel de la Galice. Hernández lui-même, en parle comme d'une carte postale qui rassemble les divers symboles de la Galice : « era como una postal de Galicia, [..] como una de esas fotos con la Torre de Hércules, gaiteros y empanadas » (« c'était comme une carte postale de Galice, [..] comme l'une de ces photos composées de la Tour d'Hercule, de sonneurs de gaita et d'empanadas. »).
La chanson est composée de deux parties liées par un refrain. La première partie recense des clichés sur les galiciens. La deuxième partie est une palette d'images qui évoquent ce que peut-être la nostalgie d'un émigré galicien. Cette deuxième partie est structurée en parts égales d'éléments en contrepoint.
Ainsi la chanson mentionne l’émigration galicienne (personnifiée par l'émigrant galicien vers une île de la Caraïbe), la pluie, la douleur de Breogán (mythique roi celte de la Gallaecia, la morriña (expression de la nostalgie de l'émigrant galicien), les muiñeiras (danse traditionnelle de Galice), les gaitas (cornemuse de Galice), l'hymne galicien "Os Pinos" (auquel se rapporte la phrase "Donde se quejan los pinos" - "où gémissent les pins" -), les alalás (l'un des genres le plus ancien de chant traditionnel de Galice), les zanfoñas (les vielles à roue sont encore populaires en Galice), la ville d'Ortigueira (en référence au festival de musique celtique), la Liga Armada Galega (groupe terroriste d'extrême-gauche galéguiste actif en Galice au début des années 1980) et le Pazo de Meirás (manoir devenu propriété de la famille de Franco par souscription populaire durant le franquisme). La chanson parle aussi des "kafkaïens du Xaxán" ("kafkianos del Jaján"), c'est la seule expression qui n'évoque aucune image de référence reconnaissable, bien que le massif du Xaxán existe bien sur la ría de Vigo face à la ville de Vigo. Hernández a expliqué que cette intrusion dans la chanson est une blague, en fait, cette expression était utilisée par un apprenti de l'atelier de son père qui l'utilisait sans savoir qui est Kafka.
La chanson se caractérise essentiellement  par l'absence de définition et par une logique de contraposition. D'une part, bien qu'elle répertorie un grand nombre d'éléments de l'identité galicienne, elle ne suggère aucune réaction spécifique face à cette énumération, on ne sait si elle doit provoquer l'émotion, l'orgueil, la ferveur patriotique ou une grande hilarité (par rapport aux éléments d'humour). D'autre part les références aux sujets traditionnels (la musique ou la nature) côtoient des sujets modernes d'identité, et dans quelques cas, tels le franquisme et les kafkaïens, elle met en évidence l'existence en Galice de deux modèles identitaires différents.

## Miña terra galegadans la production de Siniestro Total
Le succès de Miña terra galega est postérieur à l'album Menos mal que nos queda Portugal, il n'a pas fait l'objet d'un single à ce moment-là ( Tipi dulce tipi et Te quiero  ont été les singles de 1984 ; Si yo canto l'a été en 1985). Toutefois en 1985, Siniestro Total  et Os Resentidos ont sorti un double-single qui comprenait, outre Miña terra galega, Hey, hey, resistiré de Os Resentidos et O tren, également de Siniestro Total.
La chanson s'est maintenue dans le répertoire du groupe et est reprise dans tous les albums live du groupe :
- Ante todo mucha calma (BMG-Ariola, 1992) ;
- Así empiezan las peleas (Virgin, 1997) ;
- ¿Quiénes somos? ¿De dónde venimos? ¿A dónde vamos? (DRO Loquilandia, 2002) ;
- Que parezca un accidente (Sony / BMG Loquilandia, 2008).

C'est aussi l'une des chansons de la suite symphonique Land of opportunity, créée avec l'orchestre  Taller Atlántico Contemporáneo à l'occasion du 30e anniversaire du groupe, et présentée au festival de musique classique Via Stellae à Saint-Jacques-de-Compostelle le 15 juin 2011 ,.
La chanson est aussi incluse dans les deux compiles du groupe sorties par DRO, Trabajar para el enemigo  en 1992 et Gato por liebre en 1997 .